# Въведение Богородично (Драма, XX век)
Вижте пояснителната страница за други значения на Въведение Богородично.
„Въведение Богородично“ (на гръцки: Εισόδια της Θεοτόκου) е православна църква в македонския град Драма, Егейска Македония, Гърция. Църквата е митрополитски храм на Драмската епархия.
Трикорабният храм във византийски стил е осветен на 10 септември 1974 година. Посветен е на Въведение Богородично, Света Параскева и Свети Нектарий. Построен е на мястото на стара църква, която на свой ред е заменила най-стария византийски храм.